# یانیک بارت
یانیک بارت (انگلیسی: Yannick Baret؛ زادهٔ ۲۰ دسامبر ۱۹۷۲) بازیکن فوتبال سابق اهل فرانسه است که در پست هافبک بازی می‌کرد.
از باشگاه‌هایی که در آن بازی کرده‌است می‌توان به باشگاه فوتبال گنگام، باشگاه فوتبال لوریان، و آ.اس موناکو اشاره کرد.